# Pterocypridina dedeckkeri
Pterocypridina dedeckkeri is een mosselkreeftjessoort uit de familie van de Cypridinidae. De wetenschappelijke naam van de soort is voor het eerst geldig gepubliceerd in 1983 door Kornicker.